# Mamitu Gashe
Mamitu Gashe (Etiopía, década de 1940) es una cirujana etíope especializada en la reparación de la fístula obstétrica que en 2018 fue incluida por la BBC en su lista de 100 mujeres.

## Trayectoria
Decidió convertirse en cirujana obstétrica después de estar a punto de morir durante un parto a los 16 años en 1962 en el que perdió a su bebé y que le provocó una fístula obstétrica, un problema que puede ocurrir cuando el feto se atasca en el canal de parto. Gashe, fue intervenida en el Hospital Princess Tsehai, en el que trabajaban la ginecóloga australiana Catherine Hamlin y al cirujano neozelandés Reginald Hamlin, expertos en la cirugía de fístula, y donde se realizaban estas operaciones de manera gratuita.
Tras la cirugía, Gashe, a pesar de ser analfabeta, se convirtió en asistente de los dos doctores, fundadores en 1974 del Addis Ababa Fistula Hospital. A los dos años, Gashe comenzó a suturar y más adelante a realizar cirugías. Hamlin la formó en la reparación de fístulas, y aunque Gashe nunca asistió a una escuela convencional de medicina, se convirtió en una de las principales cirujanas de fístulas de la institución y del mundo. Además, empezó a formar a nuevos médicos de posgrado.

## Reconocimientos
El trabajo de Reginald y Catherine Hamlin y de Mamitu Gashe fue reconocido con la Medalla de Oro del Royal College of Surgeons of England (RCS). En 2018, Gashe fue nombrada una de las 100 mujeres BBC.